# Bieczynko
Bieczynko – przysiółek wsi Bieczyno, położona w województwie zachodniopomorskim, w powiecie gryfickim, w gminie Trzebiatów.
Według danych z 28 lutego 2009 przysiółek miał 18 mieszkańców.
Bieczynko wraz z wsią Bieczyno tworzą wspólnie jednostkę pomocniczą gminy – "Sołectwo Bieczyno".
W latach 1946–1998 miejscowość administracyjnie należała do województwa szczecińskiego.
| Zakres wieku mężczyzn | Mężczyźni | Kobiety | Zakres wieku kobiet |
| --------------------- | --------- | ------- | ------------------- |
| 0–19                  | 2         | 5       | 0–19                |
| 20–60                 | 6         | 3       | 20–65               |
| powyżej 60            | 1         | 1       | powyżej 65          |
| Razem (Σ)             | 9         | 9       | (Σ) Razem           |